# Ves Jacobs
Ves Jacobs (Beringe, 12 juli 1945 – Panningen, 23 februari 2023) was een Nederlands voetballer die tijdens zijn profloopbaan uitsluitend voor FC VVV uitkwam.

## Loopbaan
Als topscorer van BEVO kwam Jacobs in beeld bij VVV en in 1969 maakte hij de overstap van de Beringse vierdeklasser naar het betaald voetbal. De Beringenaar gold als een uiterst behendige en snelle spits. In zijn eerste twee seizoenen bij de Venlose tweededivisionist kon de linkeraanvaller die ook inzetbaar was als linkshalf doorgaans nog rekenen op een basisplaats. In zijn vierde en laatste seizoen, onder VVV's nieuwe trainer Rob Baan, kreeg hij amper nog speelminuten en Jacobs keerde in 1973 terug naar de amateurs. Daar speelde hij nog een seizoen bij SV Panningen alvorens hij bij BEVO op het oude nest terugkeerde. Daar was hij later ook nog actief als jeugdleider en trainer van het eerste elftal. Jacobs overleed in 2023 op 77-jarige leeftijd.

## Clubstatistieken
| Seizoen         | Club            | Competitie      | Competitie | Competitie | Beker | Beker | Overige | Overige | Totaal | Totaal |
| Seizoen         | Club            | Competitie      | Wed.       | Dlp.       | Wed.  | Dlp.  | Wed.    | Dlp.    | Wed.   | Dlp.   |
| --------------- | --------------- | --------------- | ---------- | ---------- | ----- | ----- | ------- | ------- | ------ | ------ |
| 1969/70         | FC VVV          | Tweede divisie  | 28         | 3          | 1     | 0     | —       | —       | 29     | 3      |
| 1970/71         | FC VVV          | Tweede divisie  | 27         | 6          | 0     | 0     | —       | —       | 27     | 6      |
| 1971/72         | FC VVV          | Eerste divisie  | 18         | 1          | 1     | 0     | —       | —       | 19     | 1      |
| 1972/73         | FC VVV          | Eerste divisie  | 4          | 0          | 0     | 0     | —       | —       | 4      | 0      |
| Carrière totaal | Carrière totaal | Carrière totaal | 77         | 10         | 2     | 0     | 0       | 0       | 79     | 10     |